# Pastviny (Hranice)
Pastviny (německy  a do roku 1947 Friedersreuth) jsou malá vesnice, část města Hranice v okrese Cheb v Karlovarském kraji. V roce 2011 zde trvale žilo 68 obyvatel.

## Historie
Poprvé jsou Pastviny zmiňovány v roce 1413, a to ve smlouvě, kde Neubergové prodali Pastviny (spolu s Hranicemi, Studánkou a Trojmezím) Zedtwitzům. Pastviny se rozvíjely jako zemědělská osada. Nacházelo se zde několik mlýnů. Industrializace se zde začala projevovat až na konci 18. století. V 18. století byla vesnice okupována pruským vojskem, které zde způsobilo obrovské škody.
V roce 1893 zde byla postavena škola, kde se vyučovalo již celoročně. Tato škola byla v roce 1962 zbourána, a na jejím místě byla postavena kasárna pohraniční stráže. V devadesátých letech 20. století byla opuštěná kasárna odkoupena soukromým majitelem, a dnes zde sídlí soukromá firma. V areálu se nachází pomníček padlému vojákovi. V roce 1929 byl v Pastvinách odhalen památník obětem první světové války. Po odsunu německého obyvatelstva v roce 1945 zde zůstalo jen málo obyvatel, a vinou špatné dosidlovací politiky nebyl nikdo, kdo by se staral o místní domy a usedlosti. Později, při značení hraničního pásma bylo strženo přes 140 budov.

## Přírodní poměry
Pastviny leží v sousedství vesnice Studánka, čtyři kilometry jihozápadně od Hranic, a asi osm kilometrů severoseverozápadně od Aše. Na západě sousedí s německou vesničkou Faßmansreuth (patří k městu Rehau). Pastviny se rozprostírají v nadmořské výšce 628 metrů.
Severozápadně od vesnice, podél státní hranice, leží část národní přírodní památky Bystřina – Lužní potok.

## Obyvatelstvo
Podle sčítání 1930 zde žilo v 162 domech 921 obyvatel. 5 obyvatel se hlásilo k československé národnosti a 907 k německé. Žilo zde 90 římských katolíků a 721 evangelíků.
| Rok            | 1869 | 1880 | 1890 | 1900 | 1910  | 1921 | 1930 | 1950 | 1961 | 1970 | 1980 | 1991 | 2001 | 2011 | 2021 |
| -------------- | ---- | ---- | ---- | ---- | ----- | ---- | ---- | ---- | ---- | ---- | ---- | ---- | ---- | ---- | ---- |
| Počet obyvatel | 760  | 810  | 808  | 856  | 1 004 | 878  | 921  | 247  | 158  | 124  | 84   | 38   | 54   | 68   | 73   |
| Počet domů     | 100  | 119  | 125  | 132  | 146   | 143  | 162  | 101  | .    | 39   | 29   | 29   | 30   | 32   | 36   |

## Obecní správa
Při sčítání lidu v letech 1869–1890 Pastviny byly uváděny jako osada města Hranice v okrese Aš. V letech 1900–1930 byly samostatnou obcí v okrese Aš. V letech 1950–1975 byla jako část obce Studánka, se kterým patřily nejprve do okresu Aš, ale v letech 1961–1975 v okrese Cheb, ale od 1. ledna 1976 k Hranici.

## Pověst
Podle pověsti založili Pastviny vojáci Friedricha I. Podle něj byla vesnice pojmenována; Friedersreuth = Friedrichova pastvina. Český název získaly Pastviny až po druhé světové válce.